# Argivai
Argivai ist ein Ort und eine ehemalige Gemeinde im Norden Portugals.

## Geschichte
Funde deuten hier auf die Existenz einer römischen Villa. Im Jahr 953 weist eine Schenkungsurkunde die eigenständige Gemeinde São Miguel de Argivai als Gebiet aus, das u. a. die heutige Stadt Póvoa de Varzim und die heutige Gemeinde Argivai einschloss. In den königlichen Registern von 1220 ist das Gebiet bis zum Atlantik reichend beschrieben.
Im frühen 18. Jahrhundert wurde das Aqueduto de Santa Clara fertiggestellt, das mit seinen 999 Bögen weite Teile der Gemeinde Argivai durchlief.
Die Gemeinde verlor verschiedentlich Gebiete in verschiedenen Verwaltungsreformen und büßte dadurch stetig Bedeutung ein. Bis zu den Verwaltungsreformen nach der Liberalen Revolution 1822 war Argivai eine Gemeinde im Kreis Barcelos, um seit 1836 zu Póvoa de Varzim zu gehören. 1842 wurde die Gemeinde Argivai ganz aufgelöst und Teil der Gemeinde von Póvoa de Varzim, bis sie 1853 ihre Eigenständigkeit wiedererlangte.
Mit der kommunalen Neuordnung 2013 wurden die Gemeinden Argivai und Beiriz aufgelöst und mit der Stadtgemeinde Póvoa de Varzim zur neuen Gemeinde Póvoa de Varzim, Beiriz e Argivai zusammengeschlossen.

## Verwaltung
Argivai war eine Gemeinde (Freguesia) im Kreis (Concelho) von Póvoa de Varzim im Distrikt Porto. Die Gemeinde hatte eine Fläche von 2,8 km² und 2163 Einwohner (Stand 30. Juni 2011).
Folgende Ortschaften und Ortsteile liegen im ehemaligen Gemeindegebiet:
| - Aguieira - Bom Sucesso - Calves (teils zu Beiriz) - Casal do Monte | - Cassapos - Gândara - Igreja - Fiéis de Deus | - Oliveira - Padrão - Pedreira - Quintela |

Mit der Gebietsreform in Portugal am 29. September 2013 wurden die Gemeinden Argivai, Póvoa de Varzim und Beiriz zur neuen Gemeinde União das Freguesias da Póvoa de Varzim, Beiriz e Argivai zusammengeschlossen.